# El maravilloso mundo de los hermanos Grimm
El maravilloso mundo de los hermanos Grimm es una película musical estadounidense de 1962 dirigida por Henry Levin y George Pal. El último era el productor y también el encargado de la animación en Stop motion. La película fue una de las más caras de 1962. Ganó un Oscar y estuvo nominada para tres. Está protagonizada por Laurence Harvey, Karlheinz Böhm, Jim Backus, Barbara Eden, y Buddy Hackett .
Fue filmada en Cinerama, con tres lentes, en una cámara que produjo tres cintas de película. Tres proyectores daban una imagen panorámica en una pantalla que se curvaba 146 grados alrededor de la audiencia.

## Argumento
Los hermanos Grimm, Wilhelm (Laurence Harvey) y Jacob (Karlheinz Böhm), están trabajando para acabar una aburrida historia para un Duque local (Oscar Homolka), pero Wilhelm está más interesado en recopilar cuentos de hadas y a menudo gasta su dinero para oírlos de boca de los lugareños. Cuentos como La princesa bailarina y El zapatero y los duendes están integrados en el argumento principal. Uno de los cuentos está contado como un experimento llevado a cabo sobre tres niños en una tienda de libros para determinar si una colección de cuentos tendría éxito. Otro cuento, El hueso cantor, es relatado por una anciana (Martita Hunt) a los niños, mientras Wilhelm la escucha escondido. La culminación de este cuento implica un dragón y representa el uso más complicado de los efectos especiales de stop motion de la película.
Wilhelm pierde el manuscrito de la historia familiar del Duque. Como ha tenido que vadear un río para recuperar el manuscrito (este cayó al agua después de que se le rompiera el maletín), Wilhelm enferma de neumonía. Entonces sueña que por la noche una serie de personajes fantásticos, como Blancanieves, le visitan para suplicarle que les dé un nombre, ya que sin él desaparecerán para siempre. Wilhelm se recupera completamente y sigue con su trabajo mientras su hermano publica los libros "normales", que incluyen una historia de la gramática alemana y un libro de leyes. Conmovido por la experiencia de su hermano, Jacob empieza a colaborar en los cuentos de hadas con Wilhelm.
Son finalmente invitados para recibir la afiliación honoraria en la Real Academia de Berlín, pero no mencionan sus cuentos. Cuando llegan a la estación de tren los estirados académicos les están esperando, pero su aburrido discurso de bienvenida es interrumpido por multitud de niños que braman, " ¡queremos una historia!" Wilhelm empieza a contarla, "Eranse una vez dos hermanos..."  y los niños les aclaman felices.

## Reparto
- Laurence Harvey - Wilhelm Grimm / El zapatero ("El zapatero y los duendes")
- Karlheinz Böhm - Jacob Grimm (cuando Karl Boehm)
- Claire Bloom - Dorothea Grimm
- Walter Slezak - Stossel
- Barbara Eden - Greta Heinrich
- Oskar Homolka - El Duque (cuando Oscar Homolka)
- Martita Caza - Anna Richter (narradora)
- Betty Garde - señorita Bettenhausen
- Bryan Russell- Freidrich Grimm
- Ian Wolfe - Gruber
- Walter Rilla - Sacerdote
- Yvette Mimieux - La Princesa ("La princesa bailarina")
- Russ Tamblyn - El Leñador ("La princesa bailarina")/ Pulgarcito (en el sueño de Wilhelm)
- Jim Backus - El Rey ("La princesa bailarina")
- Beulah Bondi - La gitana ("La princesa bailarina")
- Terry-Thomas - Señor Ludwig ("El hueso cantor")
- Buddy Hackett - Hans ("El hueso cantor")
- Otto Kruger - El Rey en la prueba de Ludwig ("El hueso cantor")
- Arnold Stang - Rumpelstiltskin (en el sueño de Wilhem)
- Hal Smith, Mel Blanc, Pinto Colvig, y Dal McKennon dando voz a las marionetas  - Los duendes ("El zapatero y los duendes")
- Peter Whitney - El Gigante
- Tammy Marihugh - Pauline Grimm
- Cheerio Meredith - Señora Von Dittersdorf
- Gregory Morton - Señor Dantino
- Eduard Linkers - Pintor

## Recepción

### Rendimiento en taquilla
El maravilloso mundo de los Hermanos Grimm recaudó $8,920,615 en taquilla, ganando $6.5 millones en EE. UU. En éxitos de taquilla, fue el 14.º más alto de 1962.

### Premios Óscar
| Año  | Categoría                                               | Receptor                                                                                      | Resultado |
| ---- | ------------------------------------------------------- | --------------------------------------------------------------------------------------------- | --------- |
| 1962 | Mejor orquestación de música – adaptación o tratamiento | Leigh Harline                                                                                 | Nominado  |
| 1962 | Mejor fotografía (color)                                | Paul C. Vogel                                                                                 | Nominado  |
| 1962 | Mejor dirección de arte (color)                         | George Davis y Edward Carfagno (directores de arte); Henry Grace y Dick Pefferle (decoración) | Nominados |
| 1962 | Mejor diseño de vestuario (color)                       | Mary Wills                                                                                    | Ganadora  |

## Cinerama
El maravilloso mundo de los Hermanos Grimm estuvo producida y exhibida en Cinerama widescreen. Fue la primera de este tipo, seguida unos cuantos meses más tarde por La conquista del Oeste.

## Libro de cómic
- Llave de oro: El Mundo Maravilloso de los Hermanos Grimm (octubre de 1962)